# Эннесли, Джеймс, 2-й граф Англси
Джеймс Эннесли, 2-й граф Англси (англ. James Annesley, 2nd Earl of Anglesey; ок. 1645 — 1 апреля 1690) — англо-ирландский пэр и политик. Он был известен как лорд Эннесли с 1661 по 1686 год.

## Биография
Родился в 1645 году. Старший сын Артура Эннесли, 1-го графа Англси (1614—1686), и его жены Элизабет Олтем (1620—1698). Он получил образование в колледже Крайст-черч Оксфордского университета, в который поступил в декабре 1661 года.
Джеймс Эннесли недолгое время был членом Палаты общин Ирландии от партии вигов в графстве Уотерфорд в 1666 году, после того как его зять Ричард Пауэр унаследовал пэрский титул своего отца. Также Джеймс Эннесли заседал в Палате общин Англии от Винчестера в 1679—1681 годах.
Мировой судья в графствах Хэмпшир и Суррей (1674—1681), полковник милиции Хэмпшира (1675—1681), хранитель рукописей графства Хэмпшир (1675—1681) и заместитель лейтенанта Хэмпшира (1680—1681).
6 апреля 1686 года после смерти своего отца Джеймс Эннесли унаследовал титулы 2-го графа Англси в Уэльсе (Пэрство Англии), 3-го виконта Валентия в графстве Керри (Пэрство Ирландии), 3-го барона Маунтнорриса из Маунтнорриса в графстве Арма (Пэрство Ирландии), 2-го баронета Эннеслииз Ньюпорт-Пагнела в Бакингемшире (Баронетство Англии) и 3-го баронета Эннесли из Маунтнорриса в графстве Арма (Баронетство Ирландии)
, став членом Палаты лордов Англии и Палаты лордов Ирландии.

## Личная жизнь
17 сентября 1669 года Джеймс Эннесли женился на леди Элизабет Меннерс (? — 7 декабря 1700), дочери Джона Меннерса, 8-го графа Ратленда, и Фрэнсис Монтегю. У супругов было четверо детей:
- Леди Элизабет Эннесли (? — декабрь 1725)[1], она вышла замуж за Роберта Гейера
- Джеймс Эннесли, 3-й граф Англси (13 июля 1674 — 21 января 1702)[1], старший сын и преемник отца.
- Джон Эннесли, 4-й граф Англси (18 января 1676 — 18 сентября 1710)[1]
- Артур Аннесли, 5-й граф Англси (ок. 1678 — 31 марта 1737)[1].

Граф Англси скончался 1 апреля 1690 года, не оставив завещания, и 6 июня 1690 года управление его имением в Англии и Ирландии, оцениваемым в 4000 фунтов стерлингов в год, было передано его вдове. Его английские и ирландские титулы унаследовал его старший сын Джеймс.